# حمود الشايجي
حمود الشايجي هو كاتب وقاص وروائي كويتي صدرت له عددٌ من الكتب والروايات لعلَّ أبرزها رواية «جليلة» التي يتناولُ فيها جزءًا من تاريخ الكويت ويتطرق للمجتمع في الكويت والخليج بشكل عام عدى عن دواوين شعريّة أخرى على غرار ديوان «العزف الثامن» وديوان «عشق».

## المسيرة المهنيّة
بدأ حمود الشايجي مسيرتهُ المهنيّة في عالم الكتابة والنشر والتأليف فنشر عددًا من الكتب لكنَّ أبرزها كان كتاب «العزف الثامن» الذي لعب دورًا في شهرة الكاتب محليًا على الأقل. «العزف الثامن» هو ديوان شعري ركَّز فيهِ حمود الشايجي على عوالم الكوفة والبصرة. نشر حمود الشايجي في وقتٍ ما من عام 2017 رواية «شيخ الخطاطين» عن منشورات ضفاف بالتعاونِ مع منشورات الاختلاف في نحو 320 صفحة. تميّزت هذه الرواية بخطينِ هما: الخط السردي الذي يعتمد الفانتازيا في خلق عوالم داخل الرواية، والخط الثاني هو خط اللغة الذي له بعده الصوفي برمزيته الموحية ودلالاتها.
نشر حمود عام 2012 رواية «عشق» عن الدار العربية للعلوم ناشرون في 172 صفحة وهو كتاب شعري مبني على ثيمة الحب، الثيمة التي ترى المرأة كمخلوق شفاف أقرب إلى الحلم منه إلى الحضور المجسد في كتلة من لحم ودم وثياب. يضم الديوان ما يقارب المائة وستون قصيدة تتراوح بين الطول والقصر من عناوينها: «خاصرة عقلي»، «خرائطي»، «دليل»، «وادي إبليس»، «في لمَّةِ الحب»، «عن شيخ الحب»، «أنا أنت»، «بلا شريك».
صدرت لحمود رواية أخرى هي «جليلة» (نحو 500 صفحة) وهي روايةٌ ترصد تاريخ الكويت والمنطقة الممتد من الربع الأخير من القرن التاسع عشر إلى استقلال دولة الكويت. أخذ حمود الشايجي في سرده في هذه الرواية من أسرة الشيخ مراد، كما ركَّز على عددٍ من الطبقات والفئات في المجتمع التي رآها رموزاً تُمثل التنوع والتعدد في المجتمع الكويتي بشكل خاص والخليجي بشكل عام.

## آراء
يُوصف الروائي الكويتي حمود الشايجي من قِبل عددٍ من النقاد بالصوفي في الكتابة، وهو لا يُعارض هذا بل أكَّد في إحدى مقابلاته إن أي فعل يخرج عن التصوف لا يعوَّل عليه، وأن كل ما كتبه لا يخرج عن هذه الحالة، التي جعلته يخرج من ذاته ليعيش في ذوات أخرى هي شخصياته المتنوعة والمتعددة في أعماله.
يرى حمود أنَّ الاعتماد على الحوار العامي في بعض رواياته، كان للضرورة، ويُؤكّد على أنَّ استخدام العامية كان مدروسًا بشكل كبير عبر الاعتماد على العامية البيضاء التي يقصدُ بها العامية المفهومة، وأي كلمة كانت غير مفهومة كان يقوم بتفسيرها – بحسبه – بشكل مباشر عن طريق السرد. على جانبٍ آخر، ذكر حمود في عددٍ من المواضع أنه مدينٌ للشعر بالشيء الكثير في كتابته الروائية وينسبُ هذا لما يُسمّيها «النظرة الشعرية» التي يصفها بنظرة الشاعر التي تكون في العادة مختلفة عن نظرة الروائي.
يُؤمن حمود الشايجي أنَّ الكويت تعيشُ اليوم مرحلة ثقافية ذهبية، رغم كل ما يشهده المثقف في الكويت من تحديات، والمشهد الروائي من أكثر المشاهد الثقافية غنى. يرى أيضًا أنَّ الكويت تملكُ جيلًا روائيًا جادا وصاحب مشاريع روائية مهمة على المستوى المحلي والعربي. يُؤكد حمود في الوقت ذاته على أنَّ الأدب دائمًا يكون لصالح الإنسان والإنسانية، مهما كان محتواه، لأن الأدب – بحسبه – هو واحدٌ من الأدوات الإنسانية لاكتشاف ذاتها، وهذا الكشف يحمل وجوه عدة.

## قائمة أعماله
هذه قائمةٌ بأبرز أعمال الكاتب والشاعر والقاصّ حمود الشايجي:
- العزف الثامن[14]
- عشق[15]
- شيخ الخطاطين[16]
- جليلة[17]
- فتنة الغفران[18]